# ولاد عبد الاه (بنمنصور)
ولاد عبد الاه هي إحدى مشيخات المملكة المغربية، تتبع جغرافيا لإقليم القنيطرة وإداريًا لبنمنصور. يقدر عدد سكانها بـ 19004 نسمة حسب الإحصاء الرسمي للسكان والسكنى لسنة 2004.